# 久保智子
久保 智子（くぼ ともこ）は、日本気象協会関西支社所属の気象予報士、防災士。eco検定取得。北海道を中心に活動していた頃は「大久保 智子」の名義で活動していた。

## 来歴
千葉県出身。大学卒業後、流通業界に就職。売上や販売を大きく左右する天気について知りたいと思い、2004年から気象の勉強を始める。2005年に気象予報士の資格を取り、その後、HalexBrain(ハレックスブレイン)のお天気キャスター養成講座を受講。
2006年10月より北海道で気象の仕事に就き、研修の日々を送り、2007年1月30日に初めてラジオで気象情報を伝えることとなる。2012年9月28日までSTVの『どさんこワイド179』のお天気キャスターを担当していた。
2010年、気象キャスターネットワークに加入。小学校での環境教育や防災イベントなどに参加し、シニアカレッジや自治体などで気象に関する講演を行っている。

## 人物
- 趣味はお菓子作り、旅行、テニス、スノーボード(初心者)。テニスに関しては3年程スクールで習っていたが、本人曰く運動は苦手で、決して上手くはないという。
- 本人曰くおっちょこちょいで、流通の仕事をしていたときもなぜかよく怪我をしていたという。
- 2016年1月に行われた「第10回奈良まほろばソムリエ検定」の奈良通2級試験に挑戦。93点を獲得し、見事合格した。さらに、2017年1月に行われた「第11回奈良まほろばソムリエ検定」の奈良通1級試験に挑戦。78点を獲得し、1級も見事合格した。1級に挑戦した際には、自身が気象キャスターとして出演する『ゆうドキッ!』内で、同番組で共演する旭堂南青とともに、試験に挑戦する様子を6か月間にわたってシリーズで放送された。
- 2017年2月16日放送の『ゆうドキッ!』に、アコースティックギタリストの押尾コータローがゲスト出演した際、番組のエンディングでメインMCの南かおりから久保と久保の夫が押尾コータローの大ファンであることが明かされた。この時、久保は自分の隣の席に座っていた押尾に、自分が一番好きな押尾の曲は、放送当日にスタジオで押尾が生演奏した「Together‼︎!」であると明かし、スタジオで生で曲を聴いて感動したと話していた。

## 現在の担当番組
- ゆうドキッ!(奈良テレビ放送)

## 過去の担当番組
- どさんこワイド179(札幌テレビ放送)
- ニュース富山人(NHK富山放送局)